# 8 Brygada Pancerna (Bundeswehra)
8 Brygada Pancerna „Lüneburg” (niem. Panzerbrigade 8) – pancerny związek taktyczny Bundeswehry.

## Struktura organizacyjna
| Organizacja PzBrig 8 w 1989 | Organizacja PzBrig 8 w 1989        | Organizacja PzBrig 8 w 1989 |
| Godło                       | Pododdział                         | Miejsce stacjonowania       |
| --------------------------- | ---------------------------------- | --------------------------- |
|                             | dowództwo brygady                  | Lüneburg-Neu Hagen          |
|                             | 81 batalion pancerny               | Lüneburg-Neu Hagen          |
|                             | 82 batalion grenadierów pancernych | Lüneburg-Neu Hagen          |
|                             | 83 batalion pancerny               | Lüneburg-Neu Hagen          |
|                             | 84 batalion pancerny               | Lüneburg-Neu Hagen          |
|                             | 85 batalion artylerii              | Lüneburg-Neu Hagen          |